# Proteína c-reativa

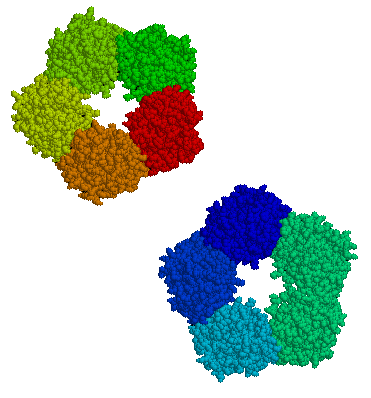
CRP é uma proteína anular pentamérica discoide encontrada no plasma sanguíneo.

A proteína c-reativa, também referida como PCR ou CRP (do inglês C-reactive protein) é uma proteína plasmática reagente de fase aguda, sintetizada pelo fígado. É um dos membros da família de proteínas pentraxina. Sua função fisiológica é ligar-se à fosfocolina expressa na superfície de células mortas ou lesionadas (e alguns tipos de bactérias), para iniciar sua eliminação ao ativar o sistema complemento e células que fazem fagocitose(digerem outras células), funcionando como uma opsonina. É um indicador extremamente sensível de inflamação.

## Produção
A PCR é sintetizada pelo fígado, em resposta a factores libertados por macrófagos e células de gordura (adipócitos). É um membro da família de proteínas da pentraxina. Não deve ser confundida com o Péptido-C (resultado do processamento da pró-insulina) nem com a Proteina C (anticoagulante fisiológico quando em conjunção com a proteína S).

## Estrutura
O gene de PCR está localizado no primeiro cromossoma (1q21-q23). É um membro da família das pequenas pentraxinas. Tem 224 aminoácidos, com massa molecular de monômeros de 25106 Da, e tem uma forma discóide pentamérica anular.

## Função diagnóstica
O CRP liga-se à fosfocolina expressa na superfície de células mortas ou em processo de morte celular e algumas bactérias. Isso ativa o sistema do complemento, promovendo a fagocitose por macrófagos, que limpa as células necróticas e apoptóticas e as bactérias.
Esta resposta de fase aguda ocorre como resultado de um aumento na concentração de IL-6, que é produzido por macrófagos, bem como adipócitos em resposta a uma ampla gama de condições inflamatórias agudas e crônicas, como bactérias, infecções virais ou fúngicas; doenças reumáticas e outras doenças inflamatórias; malignidade; e lesão tecidual e necrose. Essas condições causam a liberação de interleucina-6 e outras citocinas que desencadeiam a síntese de CRP e fibrinogênio pelo fígado.
A CRP liga-se à fosfocolina nos microrganismos. Pensa-se que auxilia na ligação do complemento a células estranhas e danificadas e melhora a fagocitose por macrófagos (fagocitose mediada por opsonina), que expressam um receptor para CRP. Ele desempenha um papel na imunidade inata como um sistema de defesa precoce contra infecções.
CRP aumenta dentro de duas horas após o início da inflamação, até 50.000 vezes e picos às 48 horas. Seu tempo de meia vida de 18 horas é constante e, portanto, seu nível é determinado pela taxa de produção e, portanto, pela gravidade da causa precipitante. A CRP é, portanto, um marcador de inflamação que pode ser usado para detectar inflamação.
Sua concentração é muito baixa em indivíduos sadios, porém na presença de infecções ou respondendo a estimulos inflamatórios pode ter um aumento de até 1.000 vezes no indivíduo. Em casos de inflamação sistêmica, nosso fígado passa a produzir diversas proteínas diferentes, chamadas de proteínas de fase aguda.
Antigamente o resultado da CRP era fornecido somente como positivo ou negativo, pois apenas detectava a presença ou não de CRP no sangue. Atualmente, com técnicas mais modernas, pode-se efetivamente dosar a quantidade de CRP circulante. Considera-se normal valores até 6 mg/L.

### Patologias diagnosticáveis por CRP
Inflamações importantes costumam resultar em CRP maior que 1,0 mg/dL (10 mg/L). Exames de PCR são sensíveis, eficientes e diretos, permitindo o diagnóstico de: 
- Infecções bacterianas;
- Reações de hipersensibilidade;
- Aterosclerose;
- Isquemia;
- Necroses.

Como biomarcador de aterosclerose, quando está elevado indica maior risco de infarto do miocárdio, morte súbita ou acidente vascular encefálico.
Valores entre 0,1 mg/dL (1mg/L) e 1,0 mg/dL (10 mg/L) podem surgir em consequência de: 
- Obesidade
- Tabagismo
- Diabetes melito
- Uremia
- Hipertensão arterial
- Inatividade física
- Uso de anticoncepcionais orais
- Distúrbios do sono
- Alcoolismo
- Fadiga crônica
- Depressão
- Envelhecimento
- Doença periodontal, como gengivite
- Pequenas inflamações locais

A CRP em infecções virais costuma estar entre 1 mg/dL (10mg/L) e 4 mg/dL (40 mg/L) e em infecções bacterianas costuma estar entre 5 mg/dL (50 mg/L) e 20mg/dL (200mg/L). Desse modo pode ser usado para indicar a necessidade ou não de antibióticos com 55% de sensibilidade.

### Comparação com a VHS
A VHS é um exame que mede indiretamente a produção do fibrinogênio, uma dessas proteínas. A popularização da dosagem da proteína C reativa (CRP) reduziu a importância da VHS como marcador de inflamação, pois a CRP também é uma proteína de fase aguda produzida pelo fígado. Com este exame medimos diretamente os níveis da própria proteína, bem mais sensível do que uma avaliação indireta como a VHS.
Porém, assim como na VHS, a dosagem da CRP nos atesta que há uma inflamação em curso no organismo, mas não nos diz onde ela está, nem por que ela ocorre. Todas as condições listadas para a VHS também podem causar elevação da CRP, com exceção da idade avançada, que causa, quando muito, apenas uma discreta elevação.
A CRP é mais sensível que a VHS, pois, além de elevar mais precocemente, também serve para avaliar risco de doença cardiovascular. Há muito se sabe que as doenças cardiovasculares são causadas por uma combinação de uma constante e pequena inflamação nas paredes do vasos com o depósito de colesterol nos mesmos. Pessoas com níveis de CRP persistentemente acima de 0,3 mg/dL (3mg/L) apresentam maior risco de desenvolver doenças cardiovasculares como infarto e AVC. Com esses valores, a CRP indica que há um processo inflamatório discreto, porém contínuo.

### História e nomenclatura
O CRP foi chamado assim porque foi identificado pela primeira vez como uma substância no soro de pacientes com inflamação aguda que reagiu com o antígeno de carboidratos "C" somático da cápsula de pneumococo. 
Descoberto por Tillett e Francis em 1930, inicialmente pensou-se que a CRP poderia ser uma secreção patogênica, uma vez que era elevada em uma variedade de doenças, incluindo o câncer. A descoberta posterior de síntese hepática demonstrou que é uma proteína nativa.

### Câncer
O papel da inflamação no câncer não é bem entendido. Alguns órgãos do corpo apresentam maior risco de câncer quando estão cronicamente inflamados. Embora exista uma associação entre níveis aumentados de proteína C reativa e risco de desenvolver câncer, não há associação entre polimorfismos genéticos que influenciam os níveis circulantes de PCR e risco de câncer.
Em um estudo de coorte prospectivo de 2004 sobre o risco de câncer de cólon associado aos níveis de CRP, as pessoas com câncer de cólon apresentaram maiores concentrações médias de CRP do que as pessoas sem câncer de colo. Pode-se notar que os níveis médios de CRP em ambos os grupos estavam bem dentro da faixa de níveis de CRP geralmente encontrados em pessoas saudáveis. No entanto, esses achados podem sugerir que o baixo nível de inflamação pode ser associado a um menor risco de câncer de cólon, concordando com estudos anteriores que indicam que os fármacos anti-inflamatórios podem reduzir o risco de câncer de cólon.